# Ласкирь
Ласкирь, или морской карась (лат. Diplodus annularis), — вид лучепёрых рыб из семейства спаровых.
Встречается в восточной Атлантике: Мадейра, Канарские острова, также у берегов Португалии, на север до Бискайского залива, в Средиземноморье, Чёрном и Азовском морях.
Морская бенто-пелагическая рыба, достигает в длину 24 см. Живёт небольшим стаями на глубине от 3 до 50 метров, у скалистых берегов, заросших водорослями, и каменных россыпей. Любит небольшие песчаные участки среди водной растительности. В холодное время года морские караси уходят в открытое море и держатся на большой глубине около дна. Довольно осторожная рыба.
Питается диатомовыми водорослями, гидроидными, губками, полихетами и ракообразными.
Как и у других спаровых, систематически наблюдается гермафродитизм, то есть половые железы содержат как мужские, так и женские клетки. Обычно у большинства особей развивается лишь один из двух наборов половых клеток, и они ведут себя как нормальные самцы или самки. Но бывают и исключения: встречаются рыбы, которые в более раннем возрасте выполняют роль самцов, а затем становятся самками. Такой гермафродитизм называют протандрическим. Нерест у ласкиря продолжается всё лето, икра плавучая.